# The Wedge
The Wedge är ett berg i Kanada.   Det ligger i provinsen Alberta, i den centrala delen av landet, 3 000 km väster om huvudstaden Ottawa. Toppen på The Wedge är 2 652 meter över havet, eller 822 meter över den omgivande terrängen. Bredden vid basen är 6,3 km.
Terrängen runt The Wedge är bergig västerut, men österut är den kuperad.Trakten runt The Wedge är nära nog obefolkad, med mindre än två invånare per kvadratkilometer.. Det finns inga samhällen i närheten. 
Trakten runt The Wedge består i huvudsak av gräsmarker.